# Boefje (film)
Boefje is een Nederlandse film uit 1939 van Detlef Sierck. De film is gebaseerd op het jeugdboek Boefje (1903) van M.J. Brusse.
De hoofdrol werd gespeeld door de toen 46-jarige Annie van Ees, die dezelfde rol al meer dan 1500 keer in het theater had gespeeld. Regisseur Detlef Sierck (afkomstig uit Duitsland) vertrok na de opnamen naar de Verenigde Staten, en ging daar werken onder de naam Douglas Sirk.

## Verhaal
De film verhaalt over de kwajongensstreken van Jan Grovers en zijn vriend Pietje Puk, die in de havens van Rotterdam de boel op stelten zetten. Jan alias Boefje wordt dan onder de hoede genomen van een pastoor, die in de jongen niet veel kwaads ziet maar het goede in hem naar boven wil halen.

## Rolverdeling
| Acteur                 | Personage     |
| ---------------------- | ------------- |
| Annie van Ees          | Boefje        |
| Albert van Dalsum      | Pastoor       |
| Enny Snijders          | Vrouw Grovers |
| Piet Bron              | Vader Grovers |
| Guus Brox              | Pietje Puk    |
| Mien Duymaer Van Twist | Floddermadam  |
| Piet Köhler            | Grootvader    |